# Mon Amour (Stromae e Camila Cabello)
Mon Amour è un singolo del cantante belga Stromae e della cantante statunitense Camila Cabello, pubblicato il 29 luglio  2022 come quarto estratto dal terzo album in studio Multitude.

## Descrizione
Originariamente cantato dal solo Stromae, viene pubblicata una versione inedita in collaborazione con la cantante Camila Cabello.

## Video musicale
Il video musicale, diretto da Julien & Quentin, è stato pubblicato in concomitanza del lancio del singolo sul canale YouTube del cantante. Nel video i due artisti parodiano i reality show come Ex on the Beach - La rivincita degli ex.

## Tracce
1. Mon Amour – 3:07

## Classifiche

### Classifiche settimanali
| Classifica (2022) | Posizione massima |
| ----------------- | ----------------- |
| Belgio (Fiandre)  | 18                |
| Belgio (Vallonia) | 6                 |
| Francia           | 24                |
| Svizzera          | 90                |

### Classifiche di fine anno
| Classifica (2022) | Posizione |
| ----------------- | --------- |
| Belgio (Fiandre)  | 118       |
| Belgio (Vallonia) | 46        |